# Historia Augusta
La Historia Augusta ("Storia Augusta") è una raccolta di biografie di imperatori e usurpatori romani comprendente l'arco di tempo che va da Adriano a Numeriano. Sia pur con qualche considerevole lacuna, fra le quali si segnala per estensione quella relativa agli anni 244-253, essa è l'unica fonte letteraria continua per questo periodo, il cui contenuto coincide a volte con quello di epigrafi e di altro materiale documentario pervenutoci e quindi, pur con tutti i suoi limiti, è di interesse considerevole.

## Autori, destinatari, datazione
Pur sembrando che la Historia Augusta sia un insieme di vite redatta da sei scrittori differenti - rispondenti ai nomi di "Aelius Spartianus", "Iulius Capitolinus", "Vulcacius Gallicanus", "Aelius Lampridius", "Trebellius Pollio" e "Flavius Vopiscus" - indirizzata a cesari e imperatori dell'età dioclezianeo-costantiniana, come si evince dalle dediche, tuttavia una serie di incongruenze, anacronismi, falsificazione di dati, termini tecnico-amministrativi e nomi di personaggi riconducibili e in auge in epoche più tarde, dà adito a una serie di perplessità e forti dubbi non soltanto sulla paternità dell'opera stessa, ma anche sull'attendibilità del suo contenuto, sui destinatari dell'opera e conseguentemente sulla data di composizione.
A smontare le certezze su cui si reggeva il tradizionale impianto basato sulla convinzione che la Historia Augusta fosse opera di sei autori vissuti nel sopraddetto periodo fu uno studio del 1889 di Hermann Dessau nel quale, per la prima volta, fu avanzata l'ipotesi che i nomi dei sei Scriptores fossero tutti fittizi e che il lavoro fosse stato composto da un singolo autore, all'epoca di Teodosio I; a supporto di questa intuizione, H. Dessau addusse come prova il fatto che la vita di Settimio Severo è copiata da Aurelio Vittore e che quella di Marco Aurelio è intrisa di elementi che fanno pensare a Eutropio: fonti entrambe, com'è noto, riconducibili alla fine del IV secolo. La tesi del Dessau, che metteva a nudo le varie incongruenze sopra dette, fu condivisa, fra gli altri, da Otto Seeck, ma trovò fieri oppositori in altri storici "conservatori" del calibro di Elemir Klebs, Heinrich Wölfflin e Hermann Peter che collocavano, invece, la composizione della Historia Augusta all'epoca dioclezianea-costantiniana, attribuendola ai sei citati autori. Una posizione intermedia veniva assunta da Theodor Mommsen che faceva risalire le varie incongruenze presenti all'opera di interpolatori che avrebbero modificato, nel V secolo, il contenuto della prima redazione dell'opera, risalente, a suo modo di vedere, al 330.
Il XX secolo fu caratterizzato da prese di posizione pro o contro le opposte tesi, mentre per l'arco di tempo della composizione dell'opera le congetture oscillano tra il 392 il 423 (per quest'ultima datazione propende Johannes Straub, per il 420 Santo Mazzarino). Per quanto riguarda l'autore o gli autori, si è sempre più diffusa fra gli studiosi la convinzione che a comporla fosse stato soltanto un biografo. Nel 1960, con un suo saggio, Arnaldo Momigliano riapre il dibattito, invitando i colleghi a riconsiderare l'intera questione, nel tempo appesantitasi di ipotesi spesso affascinanti ma  fantasiose, lontane dai dati concreti.
Per ciò che riguarda il problema della paternità dell'opera e l'epoca di composizione, studi recenti mostrano uniformità di stile in buona parte dell'opera, orientando la quasi totalità degli eruditi contemporanei verso l'accettazione della teoria che a comporre l'opera sia stato un singolo autore, tardo e di identità sconosciuta, anche se l'analisi stilistica del lavoro effettuata con mezzi informatici ha dato risultati incerti: alcuni elementi di stile, infatti, sono abbastanza uniformi in tutta l'opera, rendendo legittima l'ipotesi di un unico biografo, mentre altri variano in una direzione che ne suggerisce la molteplicità. In merito alla individuazione degli obiettivi della Historia c'è da dire che le opinioni, fino al XX secolo, sono settoriali nella loro non univocità: per alcuni si tratta di un lavoro di pura evasione o di satira, concepito al solo scopo di intrattenere, per altri, invece, esso è un attacco di parte pagana contro il Cristianesimo, il che indurrebbe l'autore a celare la sua identità per motivi di sicurezza personale. Una lettura più attenta ha indirizzato però gli studiosi su una tematica decisiva, in quanto presente e costantemente portata avanti in ogni biografia.

## Modelli
Che nell'opera si riscontrino queste caratteristiche è cosa abbastanza evidente. Costretta a subire, la classe senatoria trovò modo di sfogare il suo risentimento in opere pseudostoriche, quale quella di Mario Massimo che, prendendo le mosse da Svetonio per ciò che riguardava l'aspetto della vita privata degli imperatori, ridicolizzava e colpevolizzava gli imperatori per i mali dai quali era affetto l'Impero, nell'approssimarsi del proprio declino.
E a Mario Massimo molto deve la Historia Augusta soprattutto per ciò che di infamante, di ridicolo, di falso e anche di tragicamente vero nei confronti di taluni imperatori si potesse dire. Essa, nel complesso, si presenta come cronaca della vita, soprattutto privata, degli imperatori, aderendo, ma in modo esagerato, dichiaratamente, al modello svetoniano, a cui si era già ispirato Mario Massimo, discostandosene, però, quest'ultimo , per aver dato netta preminenza, rispetto al dato storico a cui invece si atteneva Svetonio, al lato privato e domestico, il pettegolezzo di corte fine a sé stesso, sino alla calunnia: si veda, ad esempio, il trattamento, per aver tolto ai senatori il comando delle legioni affidandolo al ceto equestre, riservato a Gallieno, buon imperatore secondo altre fonti. 
Pertanto l'autore (o gli autori) della Historia Augusta, pur prendendo le mosse da Svetonio, nello sviluppo delle argomentazioni fa riferimento, si basa e segue Mario Massimo, citato come fonte ben 18 volte e della cui opera non ci rimane altro. Di fondamentale importanza è la testimonianza dello storico Ammiano Marcellino, fra altre, che sostiene che l'opera di Mario Massimo dilettasse parecchio i suoi lettori: all'epoca in cui fu scritta la Historia Augusta e ancor prima, a tenere banco tra gli aristocratici era proprio l'opera storica o per meglio dire romanzesca di Massimo, unitamente alle satire di Giovenale, autore quasi dimenticato prima di questo periodo e ritornato di moda probabilmente in seguito ai commenti che ne fece il grammatico Servio.

## Struttura
| Titolo | Sovrano | Autore             |
| --- | --- | ------------------ |
| Hadrianus | Adriano | Elio Sparziano     |
| Helius | Lucio Elio | Elio Sparziano     |
| Antoninus Pius | Antonino Pio | Giulio Capitolino  |
| Marcus Antoninus Philosophus | Marco Aurelio | Giulio Capitolino  |
| Verus | Lucio Vero | Giulio Capitolino  |
| Avidus Cassius | Avidio Cassio | Vulcacio Gallicano |
| Commodus Antoninus | Commodo | Elio Lampridio     |
| Helvius Pertinax | Pertinace | Giulio Capitolino  |
| Didius Iulianus | Didio Giuliano | Giulio Capitolino  |
| Severus | Settimio Severo | Elio Sparziano     |
| Pescennius Niger | Pescennio Nigro | Elio Sparziano     |
| Clodius Albinus | Clodio Albino | Giulio Capitolino  |
| Antoninus Caracalla | Caracalla | Elio Sparziano     |
| Antoninus Geta | Geta | Elio Sparziano     |
| Opilius Macrinus | Macrino | Giulio Capitolino  |
| Diadumenus Antoninus | Diadumeniano | Elio Lampridio     |
| Antoninus Heliogabalus | Eliogabalo | Elio Lampridio     |
| Alexander Severus | Alessandro Severo | Elio Lampridio     |
| Maximini Duo | Massimino il Trace, Massimo | Giulio Capitolino  |
| Gordiani Tres | Gordiano I, Gordiano II, Gordiano III | Giulio Capitolino  |
| Maximus et Balbinus | Pupieno e Balbino | Giulio Capitolino  |
| lacuna (conteneva probabilmente le vite di Filippo l'Arabo, Decio, Treboniano Gallo, Emiliano e l'inizio della vita di Valeriano) | |                    |
| Valeriani Duo | Valeriano e Valeriano il giovane | Trebellio Pollione |
| Gallieni Duo | Gallieno e Salonino Gallieno | Trebellio Pollione |
| Tyranni Triginta | "Trenta tiranni": Ciriade, Postumo, Postumo iunior, Lolliano, Vittorino, Vittorino iunior, Mario, Ingenuo, Regaliano, Aureolo, Macriano, Macriano Iunior, Quieto, Odenato, Erode, Meonio, Ballista, Valente, Valente Superior, Pisone, Emiliano, Saturnino, Tetrico Senior, Tetrico iunior, Trebelliano, Erenniano, Timolao, Celso, Zenobia, Vittoria, Tito, Censorino. | Trebellio Pollione |
| Divus Claudius | Claudio il Gotico | Trebellio Pollione |
| Divus Aurelianus | Aureliano | Flavio Vopisco     |
| Tacitus | Tacito | Flavio Vopisco     |
| Probus | Probo | Flavio Vopisco     |
| Firmus, Saturninus, Proculus et Bonosus                                                                                           | Firmo, Saturnino, Proculo e Bonoso | Flavio Vopisco     |
| Carus et Carinus et Numerianus | Caro, Carino, Numeriano | Flavio Vopisco     |

## Analisi
Dall'incertezza generale, che tuttavia caratterizza l'intera opera, emerge un unico dato sicuro: essa è, senz'ombra di dubbio, espressione dell'opposizione senatoria all'istituto imperiale del quale si dà una rappresentazione ora banalizzata, con l'indugiare su particolari a volte esageratamente falsi e in ogni caso tendenziosi, che riguardano la vita privata dei singoli imperatori, ora un resoconto a fosche tinte con descrizioni aventi per oggetto la crudelitas, l'ebrietas e tutta la sequela delle umane aberrazioni: e ogni qual volta qualche notizia era estremamente esagerata fino all'inverosimile, se ne attribuiva la paternità a un certo Cordus, storico non altrimenti noto, sicuramente inventato ad hoc . 
La controprova che il filo conduttore dell'opera sia da ricercare nell'avversione all'istituto imperiale sta nel fatto che pochi imperatori, come Settimio Severo e Marco Aurelio Probo sono oggetto di lodi, lodi che danno agli autori (o all'autore) occasione di parlare di un ritorno dei vecchi tempi, sotto forma di laudatio temporis acti (rimpianto del tempo passato), di quella res publica romana dei tempi d'oro, quando a decidere delle sorti dello stato era la prestigiosa classe senatoria e non il capriccio o l'estrosità, come spesso è dato leggere in quest'opera, degli odiati imperatori: persino i rigidi appartenenti alla gens Catoniana, dice l'autore della Historia Augusta, sarebbero stati lieti di vivere sotto i suddetti imperatori, lodati per il loro comportamento deferente nei confronti del senato.
E, a ben considerare, l'atteggiamento ostile della classe senatoria nei confronti dell'istituto imperiale trovava una sua motivazione precisa, dovuta al fatto che in epoca repubblicana il ruolo di guida dello stato era esclusivamente nelle mani dell'aristocrazia senatoriale, e con esso tutta una serie di interessi che vedeva cointeressati alcuni clan di una ristretta oligarchia nella spartizione di incarichi, altamente remunerativi, sia in patria che soprattutto in territorio provinciale. 
I sudditi, paragonati a pecore da tosare a zero, erano spesso sottoposti a gravami e soprusi di ogni genere tali da generare malcontenti e da alimentare movimenti di ribellione: nella migliore delle ipotesi i provinciali avevano la possibilità di denunciare i governatori di province corrotti che, appartenendo alla classe aristocratica, venivano sistematicamente assolti da tribunali le cui giurie, se si eccettua qualche decennio, erano rigorosamente di estrazione aristocratica. Ma questo era solo uno degli aspetti: l'oligarchia senatoria dei tempi d'oro della repubblica aveva un potere illimitato e distribuiva cariche onori e incarichi avendo il delicato compito di condurre la direzione della politica sia interna che estera.